# Parnaenus metallicus
Parnaenus metallicus är en spindelart som först beskrevs av Koch C.L. 1846.  Parnaenus metallicus ingår i släktet Parnaenus och familjen hoppspindlar. Inga underarter finns listade i Catalogue of Life.